# Fulgurofusus
Fulgurofusus là một chi ốc biển, là động vật thân mềm chân bụng sống ở biển thuộc họ Turbinellidae.

## Các loài
Các loài thuộc chi Fulgurofusus bao gồm:
- Fulgurofusus aequilonius Sysoev, 2000[2]
- Fulgurofusus atlantis (Clench & Aguayo, 1938)[3]
- Fulgurofusus benthocallis (Melvill & Standen, 1907)[4]
- Fulgurofusus bermudezi (Clench & Aguayo, 1938)[5]
- Fulgurofusus brayi (Clench, 1959)[6]
- Fulgurofusus ecphoroides Harasewych, 1983[7]
- Fulgurofusus electra (F. M. Bayer, 1971)[8]
- Fulgurofusus marshalli Harasewych, 2011
- Fulgurofusus maxwelli Harasewych, 2011
- Fulgurofusus merope (F. M. Bayer, 1971)[9]
- Fulgurofusus nanshaensis Zhang, 2003[10]
- Fulgurofusus sarissophorus (Watson, 1882)[11]
- Fulgurofusus tomicici McLean & Andrade, 1982[12]

Các loài được đưa vào đồng nghĩa
- Fulgurofusus timor Harasewych, 1983: đồng nghĩa của Peristarium timor (Harasewych, 1983)
- Fulgurofusus xenismatis Harasewych, 1983: đồng nghĩa của Histricosceptrum xenismatis (Harasewych, 1983)